# Course de côte de Gometz-le-Châtel

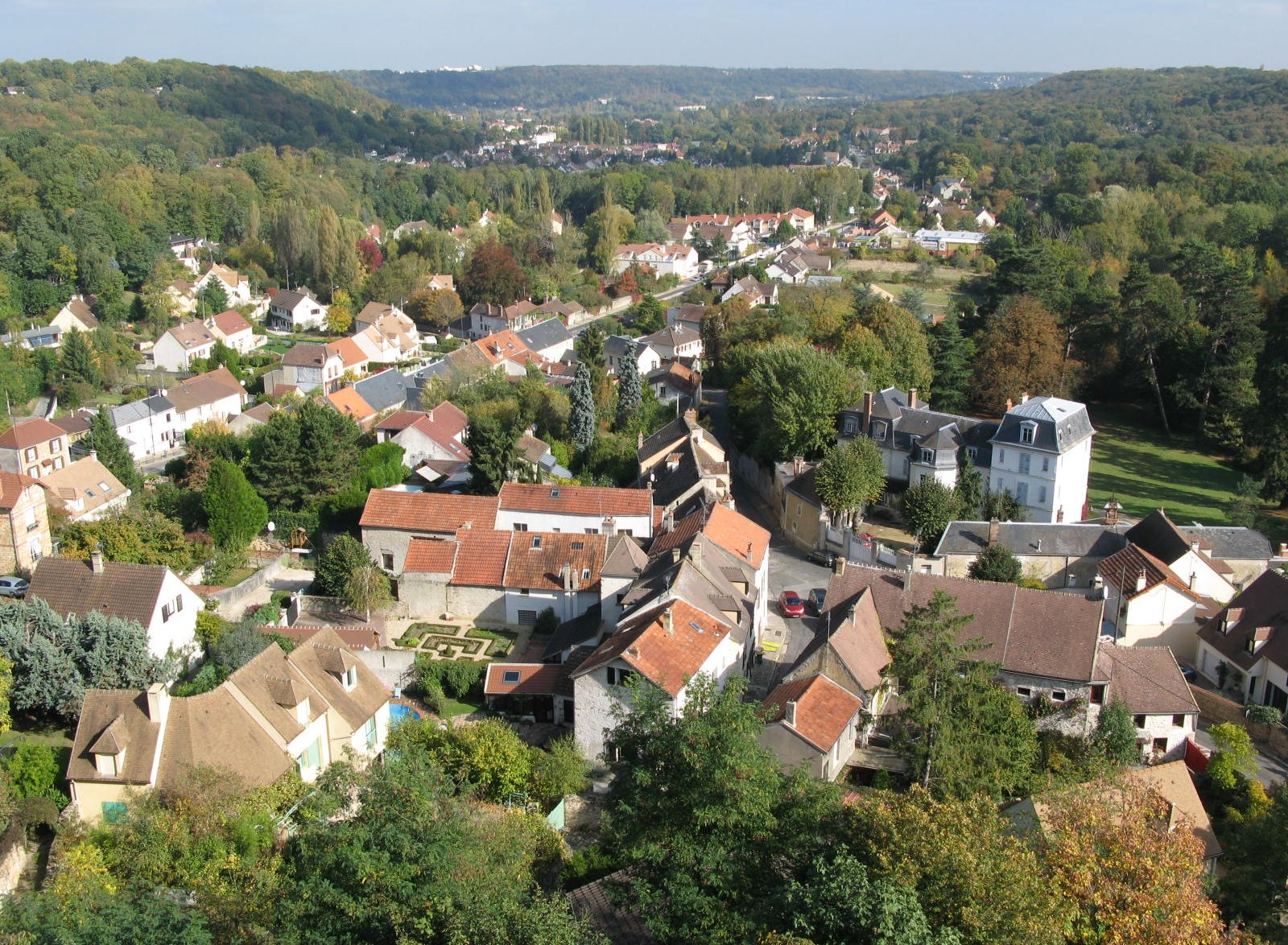
Vue du village de Gometz-le-Châtel, et de ses alentours.

La Course de côte de Gometz-le-Châtel était une compétition automobile disputée à vingt-cinq kilomètres au sud-ouest de Paris, dans une commune de près de 600 habitants, essentiellement durant les années 1920.

## Histoire
Invariablement courue sur un kilomètre, elle se disputait le plus souvent entre la fin des mois d'octobre et de novembre (la première course ayant même eu lieu durant la seconde quinzaine de décembre, et celles de 1922-23 à la fin août).
Le record du parcours est à mettre à l'actif de Jean Gaupillat, en 1932, avec un temps chronométrique de 29.4" (sur Bugatti).
André Darmont est le seul pilote double vainqueur, une Bugatti s'étant imposée à cinq reprises parmi les marques engagées.

## Palmarès

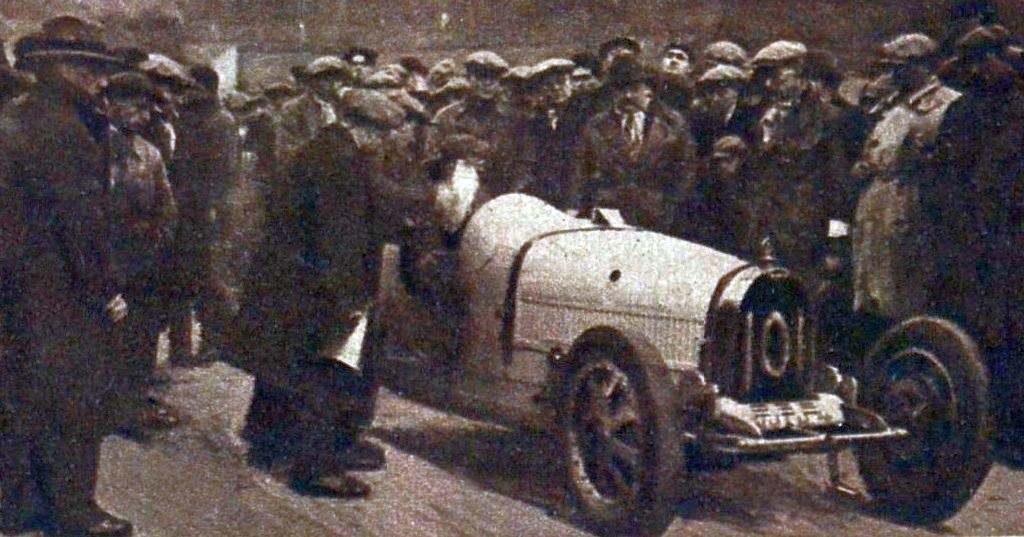
Louis Chiron en novembre 1927 à la côte de Gometz-le-Châtel, sur Bugatti 2L.

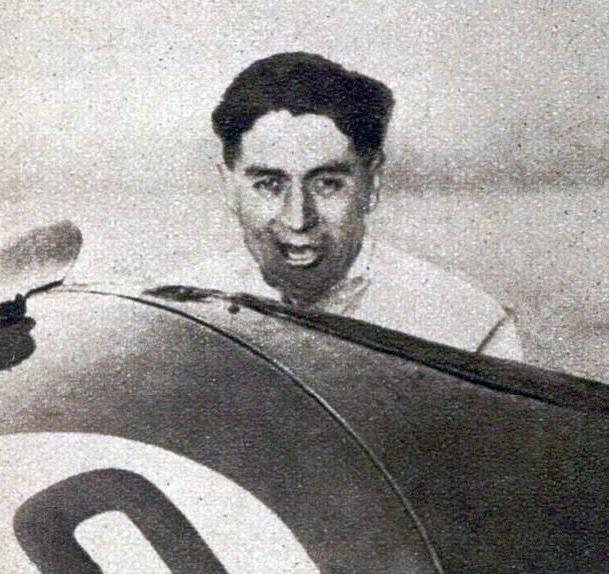
Pierre Goutte, pilote officiel Salmson vainqueur, la même année, de l'épreuve.

| 1911        | Robert Bourbeau                          | Bédélia Cyclecar                               |               |               |
| 1912 à 1920 | Non organisée                            | Non organisée                                  | Non organisée | Non organisée |
| 1921        | André Darmont                            | Morgan 1.1L. monoplace                         |               |               |
| 1922        | Charles Chabreiron                       | E.H.P.                                         |               |               |
| 1923        | André Darmont Robert Sénéchal (ex-æquos) | Morgan 1.1L. monoplace Sénéchal 1.1L. 2 places |               |               |
| 1924        | Paul-Jacques Brosselin                   | Bugatti T35                                    |               |               |
| 1925        | Jean Chassagne                           | Talbot 1.5L.                                   |               |               |
| 1926        | Paul Guérin                              | Sadi-Lecointe Spéciale 8-l.                    |               |               |
| 1927        | Pierre Goutte                            | Salmson 1.1L. 8 cylindres                      |               |               |
| 1928        | Janine Jennky                            | Bugatti T35C                                   |               |               |
| 1929        | Théodore Namont                          | Salmson 1.1L. 8 cylindres                      |               |               |
| 1930        | Juan Zanelli                             | Bugatti T35B                                   |               |               |
| 1931        | Émile Tétaldi                            | Bugatti 2L.                                    |               |               |
| 1932        | Jean Gaupillat                           | Bugatti T51                                    |               |               |
| 1933        | Hans Rüesch                              | Maserati 8CM                                   |               |               |